# Kurt-Weill-Zentrum

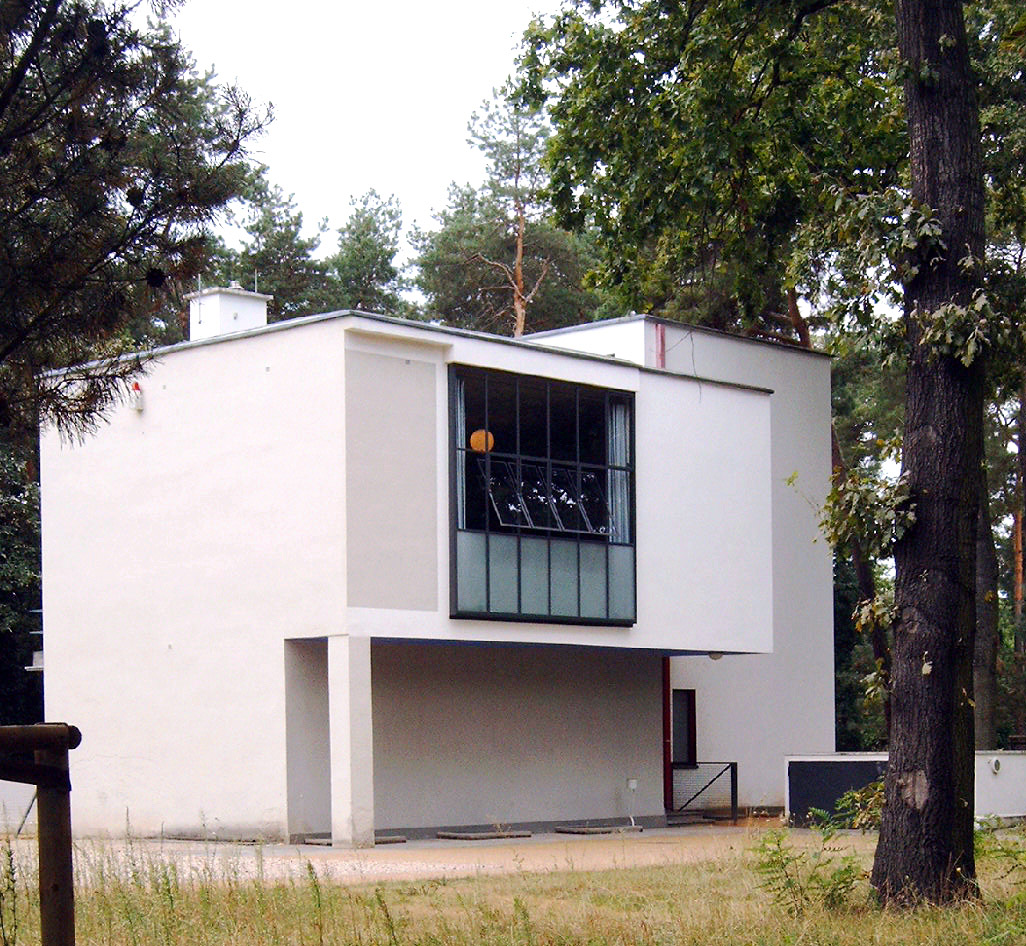
Meisterhaus Feininger

Das Kurt-Weill-Zentrum ist eine Gedenkstätte für den Komponisten Kurt Weill in Dessau-Roßlau. Es ist im Meisterhaus Feininger untergebracht.

## Bedeutung
Das Kurt-Weill-Zentrum ist ein Musikermuseum, ein Informations- und Dokumentationszentrum über Kurt Weill mit angeschlossenem Archiv, einer Bibliothek und Mediathek. Betrieben wird die kulturelle Einrichtung der Stadt Dessau-Roßlau von der Kurt-Weill-Gesellschaft e. V. Es wurde 1993 gegründet und soll zu einem Zentrum der Pflege des künstlerischen Vermächtnisses des Komponisten in Europa werden. Alljährlich ist das Kurt-Weill-Zentrum Austragungsstätte für Veranstaltungen des Kurt-Weill-Festes.
Das Kurt-Weill-Zentrum gehört zu den „kulturellen Gedächtnisorten“, die im Blaubuch der Bundesregierung aufgenommen wurden. 